# Обична клека
Клека, боровица, клек обични, боровица обична или вења (лат. Juniperus communis), врста је четинара из породице чемпреса (лат. Cupressaceae). За ову врсту се понекад користи и назив смрека, али клеку не треба мешати са правом смреком или смрчом.

## Опис
Клека је зимзелени четинар, који расте као мало дрво или грм (што зависи од станишта). Игличасти листови, који су груписани по 3 у пршљену, су у почетку светлозелене боје, а после потамне. Разликују се мушка и женска стабла. Женске шишарке, које се налазе на женским стаблима се опрашују ветром.
Плодови клеке су сочне шишарке, које сазревају две године након цветања. Плодови су прве године јајастог облика и зелени, а друге су округли, пречника 4-12 mm и црно-љубичасте боје. Обично имају три меснате срасле љуспе (понекад шест), од којих свака има по једно семе.
Семе се шири након што птица поједе плод, свари меснати део плода, а затим семе које је тврдо и не сварљиво, путем измета избаци у спољашњу средину.
Мушке шишарке су жуте боје, дуге су 2-3 mm и опадају након што ослободе полен, до чега долази у марту и априлу.

## Распрострањеност
Клека расте на великом делу северне хемисфере, од Северне Америке, преко јужног Гренланда, Европе, источне Азије до северне Африке, где постоје реликтне популације. Расте по кршевитим и крашким теренима, на сунчаним и сувим местима.

## Екологија и станиште
Ово је углавном пионирска шумска врста, која заузима природне избочине стена и друга места са скелетним земљиштем и обилном сунчевом светлошћу у шумама и светлим шумама, како широколисних тако и четинарских шума (посебно Pinus sylvestris - Betula spp.- Quercus spp.), у којима може добити локалну доминацију након поремећаја (без пожара). Такође преовлађује у екотону између отворених шума и травњака на сиромашним песковитим земљиштима и на стабилизованим пешчаним динама у унутрашњости.
Надморска висина распрострањења се креће од 5 m до 2.400 m нм. Чини се веома равнодушним према типу земљишта и јавља се у сувом песку, насипима креде и растреситим (доломитским) сипиштима, као и у киселом тресету, са ниским или променљивим нивоом подземних вода.